# Премия имени Миклоша Ибля

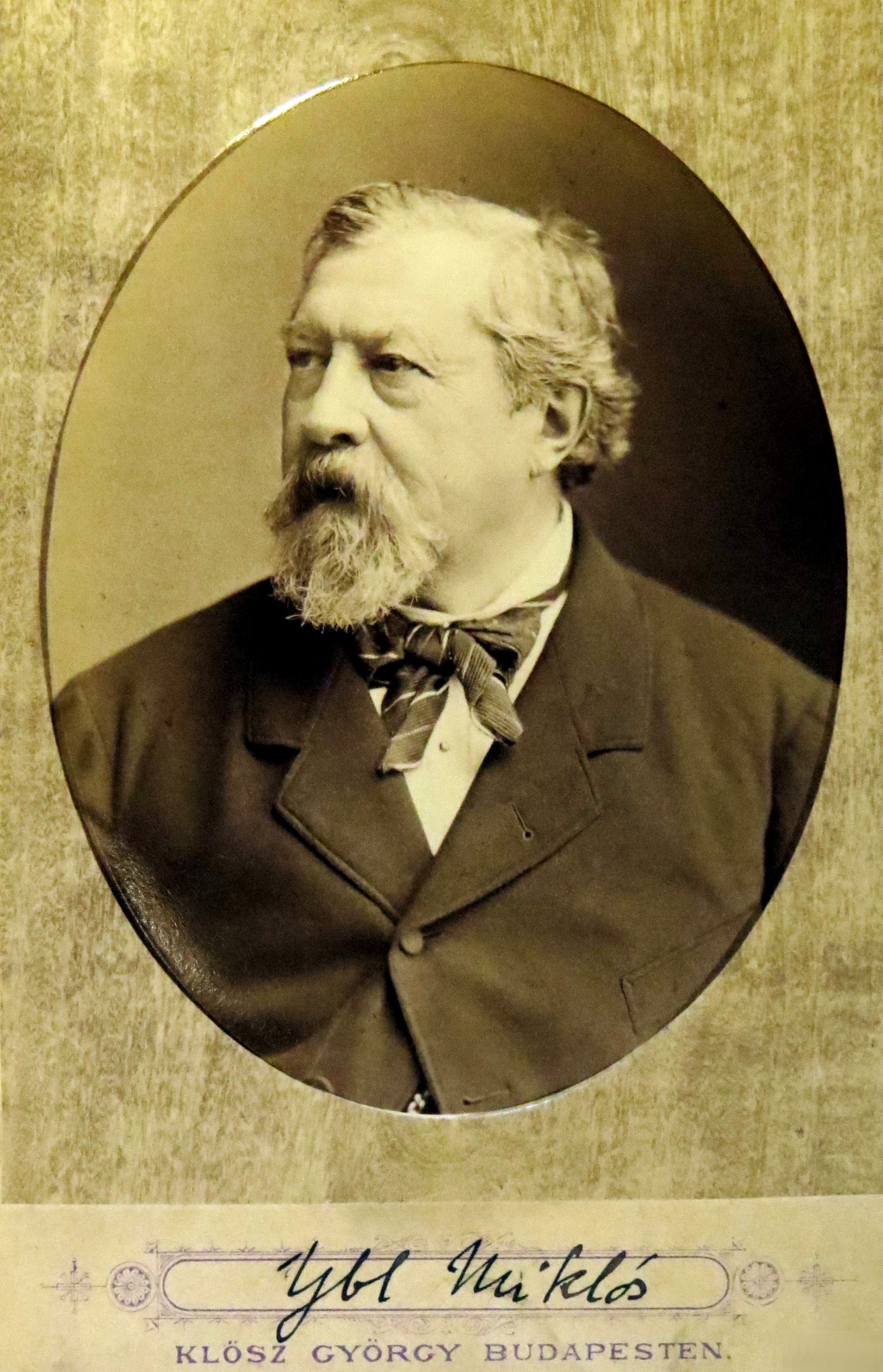
Миклош Ибль

Национальная премия имени Миклоша Ибля (венг. Ybl Miklós-díj) — государственная премия Венгрии в области архитектуры. Присуждается ежегодно в знак признания выдающейся практической и/или теоретической архитектурной творческой деятельности, направленной на создание, формирование и сохранение ценности венгерской окружающей среды.
Премия присуждается как награда за заслуги в жизни в знак признания выдающейся индивидуальной архитектурной и образовательной деятельности, связанной с разработанными архитектурными работами в течение не менее пятнадцати лет.
Учреждена в 1953 году решением Совета министров Венгерской Народной Республики. Носит имя выдающегося венгерского архитектора XIX века Миклоша Ибля.
До 1964 года присуждалось шесть премий I степени и шесть премий II степени. С 1964 по 1977 год также присуждались премии третьей степени, а с 1978 года количество лауреатов, имеющих право на получение премии, уменьшилось до десяти.
Повторная реформа архитектурной премии произошла в 1992 году. Теперь присуждается ежегодно не более 5 премий, что увеличивает её условную ценность. Премия Миклоша Ибля может быть вручена одному и тому же лицу только один раз в 5 лет и не более двух раз в течение жизни. Премия не может быть разделена между двумя или более людьми.
Церемония награждения проводится 15 марта каждого года, по результатам предыдущего года.
Вручается памятная медаль, диплом и денежная премия в размере от одного миллиона до пятисот тысяч форинтов.
В 2008 году комитет по награждению из 8 человек возглавил Шандор Фегивернеки, главный архитектор страны, который с тех пор является председателем комитета.

## Описание
Медаль изготавливается из бронзы. Она имеет форму круга диаметром 60 миллиметров. 
С одной стороны размещен рельефный, обращённый влево портрет Миклоша Ибля. По краю расположена надпись рельефными буквами YBL. На другой стороне медали выгравировано имя получателя и год награждения.

## Лауреаты
- Давид, Карой
- Кош, Карой
- Маковец, Имре
- Паланкаи, Тибор
- Чете, Дьёрдь
- Хайош, Альфред